# Christiana Heidemann
Christiana Heidemann (* 1. Februar 1950 in Gerolzhofen, Bayern) ist eine deutsche Künstlerin.

## Leben
1951 zog sie mit ihren Eltern nach Leipzig. 1974 begann Christiana Heidemann zu malen und zeichnen. Sie erhielt von 1978 bis 1982 privat Unterricht von Hans Schulze, Dozent am Institut für Kunsterziehung der Universität Leipzig. In die originalgrafische Technik der Radierung führte sie der Künstlerkollege Gunter Böttger ein. 2002 Selbststudium der Ikonenmalerei und Aufnahme als neuen Schaffensbereich.
Heidemann ist seit 1990 Mitglied im Bundesverband Bildender Künstlerinnen und Künstler (BBK) Leipzig und seit 1992 der GEDOK Leipzig, davon 1995 bis 1997 im Vorstand.
Christiana Heidemann lebt und arbeitet im Künstlergut Böhlitz in Mutzschen  bei Leipzig.

## Arbeitsbereiche

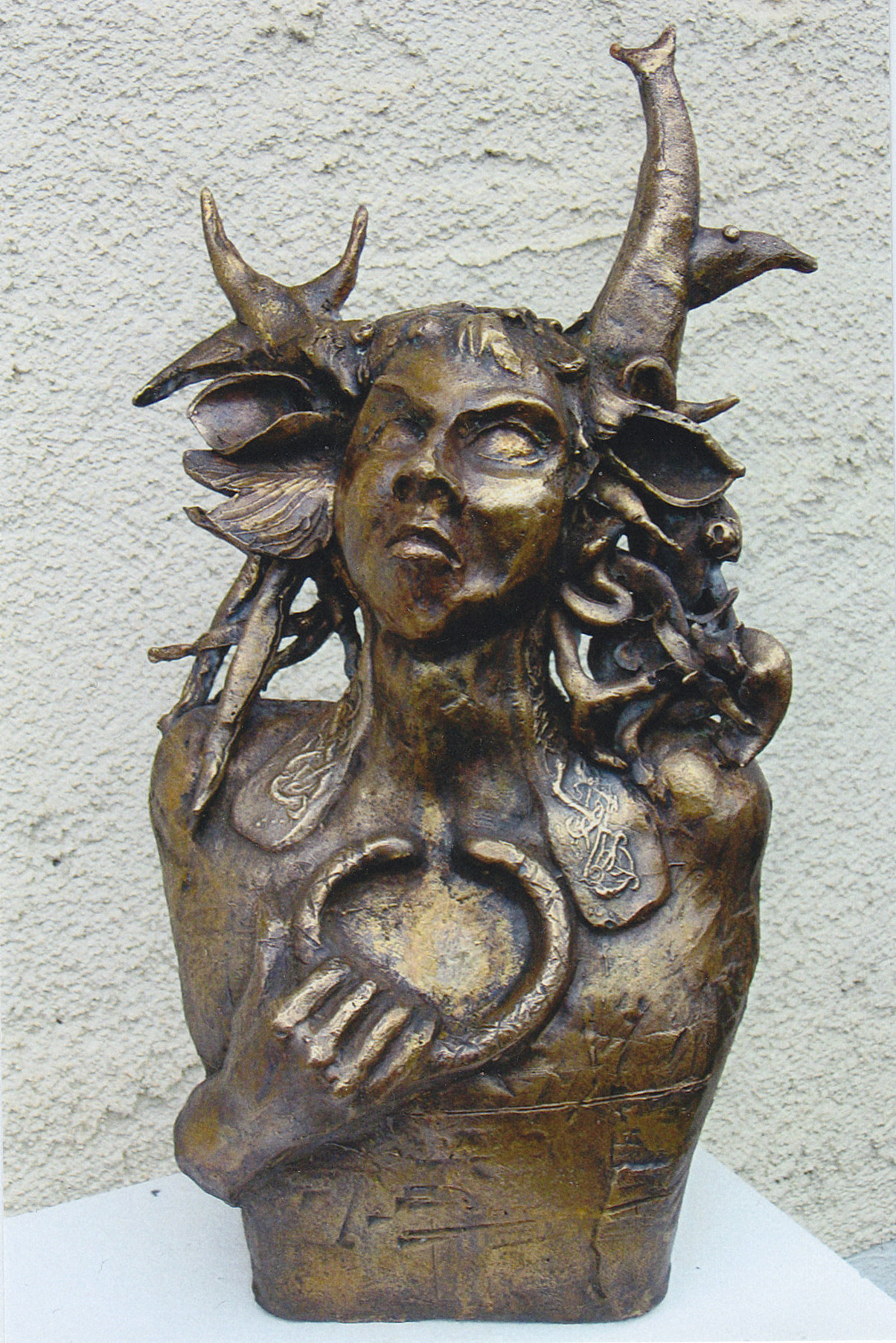
Cernunnos – Keltische Gottheit – Bronzeplastik, 2012

- Malerei (Öl, Mischtechnik, Aquarell, Ikonen)
- Illustration (Künstlerbücher, Kinderbücher, Radierungen, Drucke)
- Bildhauerei (Skulpturen, Plastiken, Kleinplastik & Keramik)

## Bücher
Auswahl von illustrierten Büchern

- Radierungen zu Gedichten von Gottfried Benn. Verlag J.H. Röll, Dettelbach 1991, ISBN 3-927522-61-9
- Kobold Kuni. Kinderbuch von Sandra Watzlawik. Verlag BOD GmbH, Norderstedt 2009, ISBN 3-837071-76-6
- Die Kraft der Liebe. Zeitgenössische Lyrik von Robert Ch. Rebner. Verlag winterwork, Borsdorf 2007, ISBN 3-940167-04-5
- Die Macht der Liebe Zeitgenössische Lyrik von Robert Ch. Rebner. Verlag winterwork, Borsdorf 2008, ISBN 3-940167-27-4
- Ein anderer Krippenweg. Lyrik von Renate Mosel. Verlag auruspress, Dresden 2009, ISBN 3-940167-27-4

## Ausstellungen (Auswahl)
1987 in der Galerie „Schnabelhaus“, Wismar
1990 im „Benefizhaus“, Kitzingen
1994 in der Galerie „Zwischen den Stühlen“, Aschaffenburg
2006 im Landschaftsmuseum der Dübener Heide (Burg Düben): Narrenweisheit – Malerei, Grafik, Keramik
2010
- Klosterkirche in Grimma: Himmel und Erde oder Ich wünschte...[2][3]
- Galerie Blaues Haus in Pegau: Imaginäre Beziehungen